# ليتل هاتش
ليتل هاتش (بالإنجليزية: Little Hatch)‏ هو مغني أمريكي، ولد في 25 أكتوبر 1921 في سليدج في الولايات المتحدة، وتوفي في 14 يناير 2003 في إل دورادو سبرنغز في الولايات المتحدة بسبب سرطان.